# Aeroporto di Oristano-Fenosu
L'Aeroporto di Oristano-Fenosu (IATA: FNU, ICAO: LIER), intitolato al trasvolatore oristanese Ernesto Campanelli, è un aeroporto civile aperto al traffico commerciale per aeromobili tipo ATR-42, Fokker 50 e simili, utilizzato anche dai privati per l'aviazione generale, è situato 3 km a est di Oristano, in località Fenosu, lungo la strada provinciale n. 57.
Essendo lambito dalla principale arteria sarda, la Strada statale 131 Carlo Felice e trovandosi in posizione strategicamente baricentrica rispetto al resto dell'Isola rende facilmente raggiungibile tutte le principali città e i più importanti luoghi di interesse turistico della Sardegna in 60-90 minuti d'auto.
La gestione, a seguito di una gara più volte rinviata e svoltasi nel luglio 2016, dovrebbe essere ceduta a privati, così da permettere il rilancio dell'aeroporto, con l'immediato utilizzo della struttura come hub regionale delle merci, voli charter, protezione civile, servizi antincendio, aviazione generale e forze militari, quali Polizia di Stato, Carabinieri e Guardia di finanza.

## Storia

### Il passato
Il nucleo originario dell'Aeroporto di Fenosu nasce nel 1930 come pista ad uso militare e durante la seconda guerra mondiale va ad estendere la rete di aeroporti sardi a supporto delle operazioni belliche contro le rotte di approvvigionamento inglesi e francesi.
Al pari di altri scali sorti in quel periodo, finita la guerra la pista di Fenosu scompare dalle mappe aeronautiche dove rimane segnalata come semplice "campo di fortuna". In realtà cade in completo abbandono, non avendo alcun interesse né strategico né economico durante i difficili anni della ricostruzione postbellica. Tuttavia nei primi anni '50 viene ancora utilizzato saltuariamente dall'Aeroclub di Cagliari per attività istruzionali.
Nel 1977 lo scalo si trova sotto vincolo dell'autorità militare, che in quello stesso anno concede parte dell'area all'Aeroclub di Oristano, oggi centro federale nonché scuola regionale di paracadutismo sportivo.
Nel 1981 lo scalo è definitivamente liberato dalla giurisdizione militare con un decreto del Ministero dei trasporti che autorizza l'apertura dello scalo limitatamente al traffico aereo civile dell'Aeroclub.
Nel 1992 la Direzione generale dell'aviazione civile suddivide la gestione dello scalo congiuntamente tra l'Aeroclub e il Consorzio di industrializzazione dell'oristanese, che progettava il recupero e l'ampliamento dello scalo senza poterlo realizzare per mancanza di fondi adeguati.
Durante gli anni novanta grazie al contributo dell'Amministrazione della Provincia di Oristano vengono realizzati edifici a servizio dello scalo oltre all'asfaltatura e all'allungamento della pista, tuttavia l'aeroporto rimane utilizzabile solo dall'Aeroclub e la pista rimane chiusa per anni a causa delle continue interruzioni dei lavori.
Nel 1997 viene costituita in società per azioni la SOGEAOR ( SOcietà GEstione Aeroporto Oristano), che oltre ad occuparsi della gestione del nascente Aeroporto avvia tutte le operazioni amministrative necessarie per giungere all'apertura dello scalo al traffico passeggeri e merci.
Nel 2004 la SOGEAOR elabora il PSA (piano di sviluppo aeroportuale), che disegna lo sviluppo infrastrutturale dello scalo fino al 2020.
Il PSA si divide in tre fasi:
- Fase Zero: 2004-2009
- Fase Uno: 2010-2014
- Fase Due: 2015-2020

Nel 2005 dopo decenni di apertura esclusiva alle sole attività dell'Aeroclub lo scalo viene aperto all'Aviazione Generale con la classificazione ICAO 1B.
Nel luglio 2006 a seguito di lavori di adeguamento e allungamento della pista lo scalo è promosso alla categoria ICAO 2C.
Nel novembre 2007 l'aeroporto viene intitolato a Ernesto Campanelli, aviatore Oristanese noto per la partecipazione a diverse spedizioni aeree italiane come la Crociera aerea transatlantica Italia-Brasile.
Il personale in forza alla società di gestione era composto da n° 16 dipendenti a tempo indeterminato così suddivisi:
- 3 quadri
- 1 impiegato	amministrativo
- 2 operatori	radio
- 7 operatori	antincendio
- 3 operai generici

A causa delle difficoltà e della procedura di liquidazione della società, non potendo mantenere in forza tutto il personale e non essendo ancora concluso il processo di privatizzazione per il rilancio della attività, alla fine di gennaio 2015 la SOGEAOR ha aperto la procedura di licenziamento collettivo ai sensi degli art. 4 e 24 della legge 223 del 23 luglio 1991 per tutti e 16 i dipendenti. La comunicazione della cessazione del rapporto di lavoro, secondo comunicazioni della Società, ha interessato n° 3 lavoratori (1 quadro, 1 impiegato amministrativo, 1 operatore antincendio). Tutti gli altri, avendo espresso la volontà della conservazione del posto di lavoro e a seguito di accordo sindacale, sono stati collocati in sospensione per qualche mese senza costi per la società in attesa della definizione dello stato di liquidazione.
La Fase Zero del PSA (piano di sviluppo aeroportuale), è stata ultimata con finanziamenti per circa 8 milioni di euro promossi dalla Regione autonoma della Sardegna e dalla Provincia di Oristano ha permesso l'ampliamento del piazzale sosta aeromobili e il rifacimento del raccordo tra lo stesso piazzale e la pista. Sono stati realizzati i nuovi uffici della società di gestione, i nuovi hangar, la nuova torre di controllo attrezzata al servizio AFIS.
Attualmente l'area aeroportuale è vasta 136 ettari. La pista è lunga 1199 metri e larga 30, con classificazione ICAO 2C.
Nella primavera del 2010 l'ENAC ha dichiarato l'agibilità e la conformità dello scalo alle normative e ha consegnato le strutture alla SOGEAOR, lasciando l'ultimo tassello necessario all'apertura al traffico passeggeri e merci ovvero il conseguimento delle certificazioni.
Il 18 maggio dopo vari intoppi l'ENAC concede tutte le certificazioni necessarie all'esercizio dell'attività aeroportuale.
Il 3 giugno 2010 è decollato il primo volo di linea Oristano-Roma Fiumicino aprendo la storia del traffico commerciale passeggeri dell'Aeroporto di Oristano, traffico terminato nel 2011 in concomitanza con lo stop dei voli del 27/01/2011; i voli erano tutti operati dalla compagnia olandese DenimAir che però ha accettato di collegare Oristano con Roma e Pisa dietro pagamento di contributi: la Sogeaor li ha così versati alla compagnia purché atterrasse a Fenosu.
Il 7 luglio 2010 l'Enac presenta il piano di Sviluppo degli Aeroporti minori per il triennio 2010-2012 tramite cui 16 aeroporti riceveranno investimenti per 33,5 milioni di Euro finalizzati all'adeguamento e allo sviluppo. L'Aeroporto di Oristano-Fenosu si candida a pari merito con Lampedusa al 2º posto con finanziamenti per 1,9 milioni di Euro, superato solo dall'Aeroporto di Roma Urbe.
A ottobre 2010 si sono concluse con successo tutte le verifiche per l'avvio dei voli notturni e si attendono le certificazioni ufficiali dell'ENAC per l'avvio del servizio anche nelle ore serali e notturne.

### Il presente
L'aeroporto al Settembre 2023 è ancora chiuso a tutti i voli di linea e commerciali.
Sono stati, comunque, effettuati, alcuni lavori di modifica all'hangar, tali da renderlo adeguato ad accogliere il 7º Reparto Volo della Polizia di Stato.
Con Decreto del Capo della polizia - Direttore generale della Pubblica Sicurezza n. 559/A/1/RVOR/8/23718 del 12 novembre 2013 e con decorrenza effettiva dal 16 dicembre 2013 il VII Reparto Volo della Polizia di Stato, dipendente dal Servizio aereo della Polizia di Stato, è stato trasferito, dal Centro Addestramento e Istruzione Professionale della Polizia di Stato di Abbasanta, ove si trovava fin dalla fondazione ovvero da 28 anni, in una struttura del Demanio sita nell'aeroporto di Oristano-Fenosu. Col trasferimento del VII Reparto Volo della Polizia di Stato è stato disposto anche un rinforzo del Reparto, che ora può contare su un organico teorico di 30 unità. Il costo dell'operazione, oltre 400.000 euro, è stato finanziato dall'Unione europea con i fondi per il controllo delle frontiere e dell'immigrazione.

### Progetti di potenziamento dello scalo e successive vicissitudini
La fase uno del PSA (piano di sviluppo aeroportuale) che, secondo i soci della SOGEAOR si sarebbe dovuta realizzare nel quadriennio 2010-2014, prevedeva la realizzazione del nuovo e definitivo nucleo dello scalo aeroportuale ad ovest della pista, con la realizzazione di un'aerostazione in grado di gestire un traffico passeggeri stimato in 200.000 transiti per anno.
Era prevista anche la realizzazione di una centrale tecnologica, della strada perimetrale di servizio ed ispezione e la realizzazione dei nuovi impianti tecnologici necessari, la viabilità interna ed i parcheggi destinati agli utenti dello scalo, la realizzazione di un ulteriore piazzale di sosta aeromobili, delle vie di rullaggio con relativa segnaletica orizzontale e impianti IVN, e dell'impianto di illuminazione delle aree di manovra con apposite torri faro oltre alla revisione della torre di controllo esistente e del relativo allestimento impiantistico.
La fase due del PSA, che si sarebbe dovuta realizzare nel quinquennio 2015-2020, prevedeva il prolungamento della pista dagli attuali 1199 metri a 1800 metri tramite l'ampliamento dell'area aeroportuale di 22 ettari verso est, con l'ampliamento del piazzale sosta aeromobili, la realizzazione della palazzina per gli uffici della società di gestione e degli altri operatori e la realizzazione dell'hangar destinato ai vigili del fuoco. Tanto al dichiarato fine di far ottenere allo scalo i requisiti per la classificazione ICAO 3C (lunghezza minima pista 1799 metri per aeromobili con apertura alare fino a 35,99 metri e larghezza del carrello principale fino a 8,99 metri).
Le vicende in questo lungo periodo hanno impedito la realizzazione del programma, anche se sull'aeroporto sono stati spesi ingenti fondi pubblici. In particolare, il 15 ottobre 2014 il Comune di Oristano decideva l’uscita dalla SO.GE.A.OR, con l'alienazione delle proprie quote pari a circa l’11%. La decisione è stata comunicata dal sindaco pro tempore, Guido Tendas.
Il 7 marzo 2016 la Provincia di Oristano ha pubblicato il “Bando d'asta pubblica per cessione unitaria in un unico lotto da parte della provincia di Oristano, del comune di Oristano, del Consorzio industriale provinciale oristanese, della Regione autonoma della Sardegna e della SFIRS delle quote azionarie della Società di gestione aeroporto di Oristano s.p.a "So.Ge.A.Or. s.p.a" in liquidazione”. Il bando prevedeva la cessione delle quote unitaria, da parte di tutti i soci, comprendendo, oltre alle azioni di proprietà della Provincia, anche quelle del Comune di Oristano, della Regione autonoma della Sardegna, della SFIRS e del Consorzio Industriale Provinciale Oristanese.
Il 19 aprile 2016, tuttavia, l'asta è andata deserta.

### Traffico passeggeri
Il periodo 2006-2009 fa riferimento esclusivamente al traffico passeggeri dell'Aviazione generale, l'unico ammesso fino a maggio 2010 quando l'aeroporto ha avuto le autorizzazioni ENAC per l'avvio e l'esercizio delle tratte commerciali.
Il dato riferito al secondo semestre 2010, il primo da apertura ai voli commerciali mostra un aumento dell'835% dei transiti rapportando i dati del secondo semestre di esercizio 2010 comparato all'intero esercizio 2009.
| Anno | Totale passeggeri | Variazione % anno prec. | Note                         |
| ---- | ----------------- | ----------------------- | ---------------------------- |
| 2006 | 98                | Stabile                 |                              |
| 2007 | 733               | 650%                    |                              |
| 2008 | 704               | 4%                      |                              |
| 2009 | 1016              | 45%                     |                              |
| 2010 | 9500              | 835%                    | Periodo giugno-dicembre 2010 |

Nonostante l'Aeroporto di Oristano non abbia acceduto, come gli altri aeroporti sardi, ai contributi per la Continuità territoriale, in meno di un mese grazie alle promozioni natalizie a prezzi ridotti di Fly Oristano (Società ibrida costituita dalla So.Ge.A.Or., in mancanza di altri vettori che si candidassero ad effettuare voli da e per Oristano) sono stati venduti 2250 biglietti. La promozione scaduta il 10 gennaio 2011 è stata prorogata fino all'11 febbraio 2011. La Fly Oristano, tuttavia, secondo l'ENAC, non era "in possesso di licenza d'esercizio all'attività di trasporto aereo" ed è stata quindi costretta a sospendere i voli.

### Voli di linea
A Gennaio 2020 l'Aeroporto di Oristano non ha collegamenti di linea con la penisola ed è chiuso al traffico commerciale.

### Voli notturni
A novembre 2010 erano in corso contatti tra l'ENAC e l'Aeronautica Militare per sciogliere il nodo dei voli notturni legato alla vicinanza del poligono militare di capo Frasca, che si trova a circa 25 km dallo scalo e allo scopo di garantire i corridoi di volo notturno dello scalo Oristanese oltre che la totale sicurezza dei voli di linea notturni.
Raggiunto l'accordo, l'Aeroporto di Oristano-Fenosu si voleva che fosse completamente libero da vincoli di volo e del tutto operativo.
A dicembre 2010 viene trovato l'accordo tra ENAC ed Aeronautica Militare per l'esercizio dei voli notturni.

### Il Fly Sharing con Tortolì
L'Aeroporto di Oristano-Fenosu aveva raggiunto un accordo con l'Aeroporto di Tortolì per l'attivazione dello scalo dei voli da e per Roma e Milano sullo scalo ogliastrino.
Questo avrebbe potuto permettere uno sbocco aereo stabile verso il resto del paese anche all'Ogliastra, che come l'Oristanese ha sempre dovuto fare i conti con la dipendenza dall'Aeroporto di Cagliari pur avendo un aeroporto proprio.
Il Fly Sharing tra i due aeroporti mirava ad ottenere una maggiore affluenza di passeggeri, assicurando voli operanti a regime di prenotazioni medio-alto e riducendo i costi della compagnia, delle Società di Gestione Aeroportuali e di riflesso anche dei titoli di viaggio.
L'accordo è stato posto al vaglio della Regione per l'approvazione ma non ha avuto seguito per la crisi poi subita dallo scalo di Oristano.

## Caratteristiche dello Scalo

### Servizi
Servizi
- Accessibilità per portatori di handicap
- Polizia di frontiera (Su richiesta)
- Dogana (Su richiesta)
- Servizi igienici
- Taxi (Su richiesta)
- Ristorante (chiuso)
- Autonoleggio (Su richiesta)
- Parcheggi gratuiti

### Dati tecnici
Estensione sedime aeroporto: 136 ettari

Ubicazione: 3 km/110° da Oristano

Nominativo ICAO: LIER

Piazzale di sosta aeromobili: 14.820 m².

Servizio antincendio aeroportuale: 4^ cat. ICAO

Collegamenti T/B/T: frequenza 122.600 MHz DA NON USARE PER SCOPI ATS (v. AIP LIER Aerodrome Chart)

ENAC: Direzione Aeroportuale Aeroporto di Cagliari-Elmas

ENAV: ARO/CBO Roma, Ciampino

Coordinate di riferimento ARP: 39° 53´ 42´´ N–008° 53´ 56´´ E

Coordinate soglia 14: 39° 53´ 26´´ N–008° 38´ 08´´ E

Coordinate soglia 32: 39° 53´ 13´´ N–008° 38´ 25´´ E

Segnaletica secondo gli standard ICAO

### Pista
dimensioni 1199 x 30 m

orientamento 317°/137°

identificazione soglia: 32/14

rivestimento: conglomerato bituminoso

resistenza PCN 40

altitudine media s.l.m.: 11 m

segnaletica orizzontale, quadrato segnali, manica a vento

## Trasporti e collegamenti

### Collegamenti stradali
Strada statale 131 Carlo Felice, svincolo di  Oristano-Fenosu .

### Distanze stradali
- Oristano — 4 km
- Alghero  — 136 km
- Sassari — 122 km
- Porto Torres  — 138 km
- Bosa — 81 km
- Macomer — 57 km
- Olbia  — 171 km
- Nuoro — 87 km
- Cagliari  — 96 km
- Arbatax Tortolì  — 159 km